# Wop

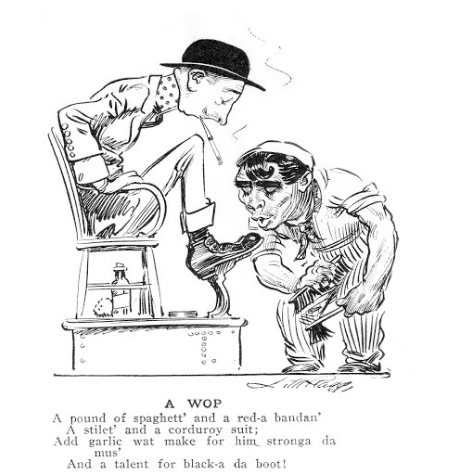
Una vignetta satirica, pubblicata sull'edizione del 1911 di Life Magazine, che ritrae negativamente un italiano del secolo (apostrofatovi col dispregiativo wop)

Wop è un termine denigratorio inglese utilizzato nei paesi anglosassoni, in particolare negli Stati Uniti d'America, per indicare le popolazioni dell'Europa sud-occidentale di lingua neolatina (con particolare riferimento agli italiani per via della cultura culinaria, basti vedere che i tentativi di denigrazione sono il larga parte riferiti a nomi di pietanze italiane spesso storpiate), alle quali per stereotipo sono attribuiti atteggiamenti spavaldi, volgari e violenti.

## Etimologia
Wop risalirebbe a guappo, sostantivo napoletano di derivazione spagnola, che designa un giovane dai comportamenti arroganti e audaci, miranti alla conquista dell'ammirazione e del rispetto altrui.
Per estensione, con particolare riferimento al passato, il guappo era membro della guapparia, sorta di corollario della camorra, alla quale forniva supporto per le azioni di controllo sul territorio con ritorsioni e violenze. Il termine guappo è ancora in uso in Italia, conservando la connotazione machista e spregiudicata del passato, alla quale però si aggiunge una sfumatura sarcastica.

### False etimologie
Una paretimologia o acronimo inverso del termine wop, sarebbe l'acronimo di "senza passaporto" ("without passport") o "senza documenti" ("without papers"), il che implica che gli immigrati italiani fossero entrati negli Stati Uniti come clandestini. In realtà, il termine non ha niente a che vedere con i documenti di immigrazione, poiché questi non erano richiesti dai funzionari dell'immigrazione statunitensi fino al 1924, dopo che l'insulto era già entrato in uso negli Stati Uniti, senza contare che è stato fatto risalire a un acronimo a partire dagli anni '70, ad esempio viene menzionato nel film Ciao maschio di Marco Ferreri del 1978.

## Caratteristiche
Wop si pone in contrapposizione a Wasp (White, Anglo-Saxon, Protestant), che individua l'immagine idealizzata dello statunitense. Il Wop (pelle olivastra capelli unti neri ,cattolico e di cultura mediterranea) faceva da contraltare, venendo equiparato agli irlandesi ed impiegato nelle mansioni più pericolose e umilianti. 

## Utilizzo del termine nel mondo

### Stati Uniti d'America
Il termine guappo veniva utilizzato di frequente in modo scherzoso tra gli immigrati italiani, i quali spesso svolgevano lavori manuali negli Stati Uniti. Iniziò poi ad essere utilizzato dai loro colleghi americani per identificarli con connotazione dispregiativa, insieme con il termine "dago". Guappo veniva anche utilizzato dai più anziani che vivevano negli Stati Uniti, in riferimento ai giovani ragazzi italiani in arrivo dall'Italia.
Era inoltre utilizzato dagli immigrati aderenti alle numerose organizzazioni criminali da loro impiantate negli Stati Uniti per definirsi orgogliosamente come gruppo al di sopra delle leggi civili, in uno status di maggior prestigio sociale. Passando attraverso il filtro linguistico inglese, fu adottato dalle autorità statunitensi per indicare i sospetti aderenti a questo tipo di attività criminali.
Numerosi scrittori italo-americani lo hanno utilizzato nei loro libri: tra tutti John Fante, per il quale wop era simbolo del tentativo mai pienamente riuscito di essere accettati nella società americana, oltre che l'emblema di un mondo patriarcale, violento e retrogrado, dal quale cercare di evadere, salvo poi indugiare nella malinconia del ricordo in età matura.